# IC 1788
IC 1788 ist eine Balken-Spiralgalaxie vom Hubble-Typ SBbc mit ausgedehnten Sternentstehungsgebieten im Sternbild Fornax am Südsternhimmel. Sie ist schätzungsweise 154 Millionen Lichtjahre von der Milchstraße entfernt und hat einen Durchmesser von etwa 120.000 Lichtjahren. Gemeinsam mit drei weiteren Galaxien bildet sie die IC 1788-Gruppe (LGG 52).
Das Objekt wurde am 25. Dezember 1897 vom US-amerikanischen Astronomen Lewis Swift entdeckt.

## IC 1788-Gruppe (LGG 52)
| Galaxie  | Alternativname | Entfernung / Mio. Lj |
| -------- | -------------- | -------------------- |
| NGC 857  | PGC 8455       | 154                  |
| IC 1783  | PGC 8455       | 147                  |
| IC 1788  | PGC 8649       | 154                  |
| PGC 8568 | ESO 415-010    | 162                  |